# Estádio Regional Indio Condá
Estádio Regional Indio Condá – stadion piłkarski, w Chapecó, Santa Catarina, Brazylia, na którym swoje mecze rozgrywają kluby Associação Chapecoense de Futebol i Esporte Clube São Luiz.